# Sofiya Esman
Sofiya Esman –en ucraniano, София Есман– (12 de marzo de 2008) es una deportista ucraniana que compite en saltos de plataforma. En los Juegos Europeos de Cracovia 2023 consiguió una medalla de plata en la prueba de plataforma 10 m sincro.

## Palmarés internacional
| Juegos Europeos | Juegos Europeos   | Juegos Europeos  | Juegos Europeos        |
| Año             | Lugar             | Medalla          | Prueba                 |
| --------------- | ----------------- | ---------------- | ---------------------- |
| 2023            | Rzeszów (Polonia) | Medalla de plata | Plataforma 10 m sincro |